# Framtand
Framtand är detsamma som incisiv, det vill säga tänderna längst fram i munnen och mellan hörntänderna. Människan har totalt åtta, fyra i överkäken och fyra i underkäken. Pungråttor har 18 medan bältdjur helt saknar dem.
Förutom incisiver delar man in tänderna i caniner (hörntänder), premolarer (främre kindtänder) och molarer (kindtänder).

Översikt över människans munhåla och tänder